# Helena Leveelahti
Helena Leveelahti (30 de septiembre de 1999) es una deportista de Finlandia que compite en atletismo. Ganó una medalla de plata en el Campeonato Mundial de Atletismo Sub-20 de 2018, en la prueba de lanzamiento de disco.